# Call of Duty: WWII
Call of Duty: World War II (укр. «Поклик обов'язку: Світова війна 2», «Службовий обов'язок: Світова війна 2») — мультиплатформна відеогра в жанрі тривимірного шутера від першої особи, розроблена студією Sledgehammer Games і видана компанією Activision 3 листопада 2017 року на PC, PlayStation 4 і Xbox One чотирнадцята основна частина в серії Call of Duty. На відміну від багатьох попередніх ігор серії, Call of Duty: WW II повернулася до тематики Другої світвої війни.

## Ігровий процес

### Основи
Гравець виступає в ролі бійців часів Другої світвої війни, котрому належить знищувати ворогів і виконувати інші бойові завдання. В цій грі зроблено більший акцент на реалізмі, протагоніст повинен більше, ніж у попередніх іграх, користуватися укриттями, залягати. Було прибрано такі можливості, як можливість до подвійних стрибків, постійний біг, регенерацію рівня здоров'я.

### Мультиплеєр
Мультиплєєрний режим гри повинні були показати на Е3 2017, який проходив з 13 по 15 червня 2017 року. Але показ мультиплеєра перенесли на серпень. Sledgehammer Games анонсувала нові функції, такі як нова штаб-квартира соціального простору, дивізії, режим війни і повернення до «чобіт-на-землі». В мультиплеєрі буде нова система розвитку заснувана класу. Гравці, які попередньо замовили гру, були запрошені на закритий бета-тест, який пройшов 25 серпня і був доступний тільки для PlayStation 4.

### Режим «Зомбі»
Гра включає в себе кооперативний зомбі режим, який схожий на раніше випущені режими від студій Treyarch і Infinity Ward зі своїм власним оригінальним сюжетом. Зомбі режим розгортається в подіях Другої світвої війни, в той час як Третій Рейх робить відчайдушну спробу створити армію нежиті на заключних етапах війни.

## Сюжет
Дії Call of Duty: WWII повернулися до часів завершенняДругої світової війни з 1944 по 1945 рік. Сюжет описує боротьбу загону американських солдатів проти нацистів на Західному фронті, зокрема двох солдатів 1-ї піхотної дивізії: Рональда Деніелса і рядовий першого класу Роберта Зусмана. Кампанія охоплює бойові дії в окупованих містах Франції, Бельгії, і Німеччині.

## Персонажі
- Рональд «Ред» Деніелс — головний герой гри, солдат 1-ї піхотної дивізії, родом з Техасу. Озвучує Бретт Циммерман.
- Роберт Цуссман — рядовий першого класу. Озвучує Джонатан Такер.
- Джозеф Тернер — лейтенант 1-ї дивізії. Озвучує Джеффрі Пірс.
- Вільям Пірсон — технік-сержант. Озвучує Джош Демел.
- Едгар Кроулі — майор британського УСО. Є одним з грабельних персонажів.
- Руссо — лідер партизанського загону Макі, частини Французького руху опору. Є одним з грабельних персонажів.

## Розробка
Про розробку Call of Duty: WWII стало відомо ще в лютому 2017 року, коли в Мережу потрапила інформація, що нова гра серії  Call of Duty  повернеться в сетинґ старих частин, до часів Другої світової війни. Згодом Activision підтвердила цю інформацію.
У березні цього ж року в Мережу потрапили постери нової гри з підзаголовком «WWII». Багато хто спростовував цю інформацію і багато хто підтверджував її, але крапку в цих суперечках поставили Activision і Sledgehammer Games, коли 21 квітня анонсували  Call of Duty: WWII , показ якої пройшов 26 квітня 2017 року. 24 травня був проведений стрим на сторінці в Facebook під назвою «Making of Call of Duty: WWII», де показувався процес розробки гри та інтерв'ю з кастом гри.
Гра видана в трьох редакціях: базовій, цифровій і фізичній.